# Gwint pociągowy

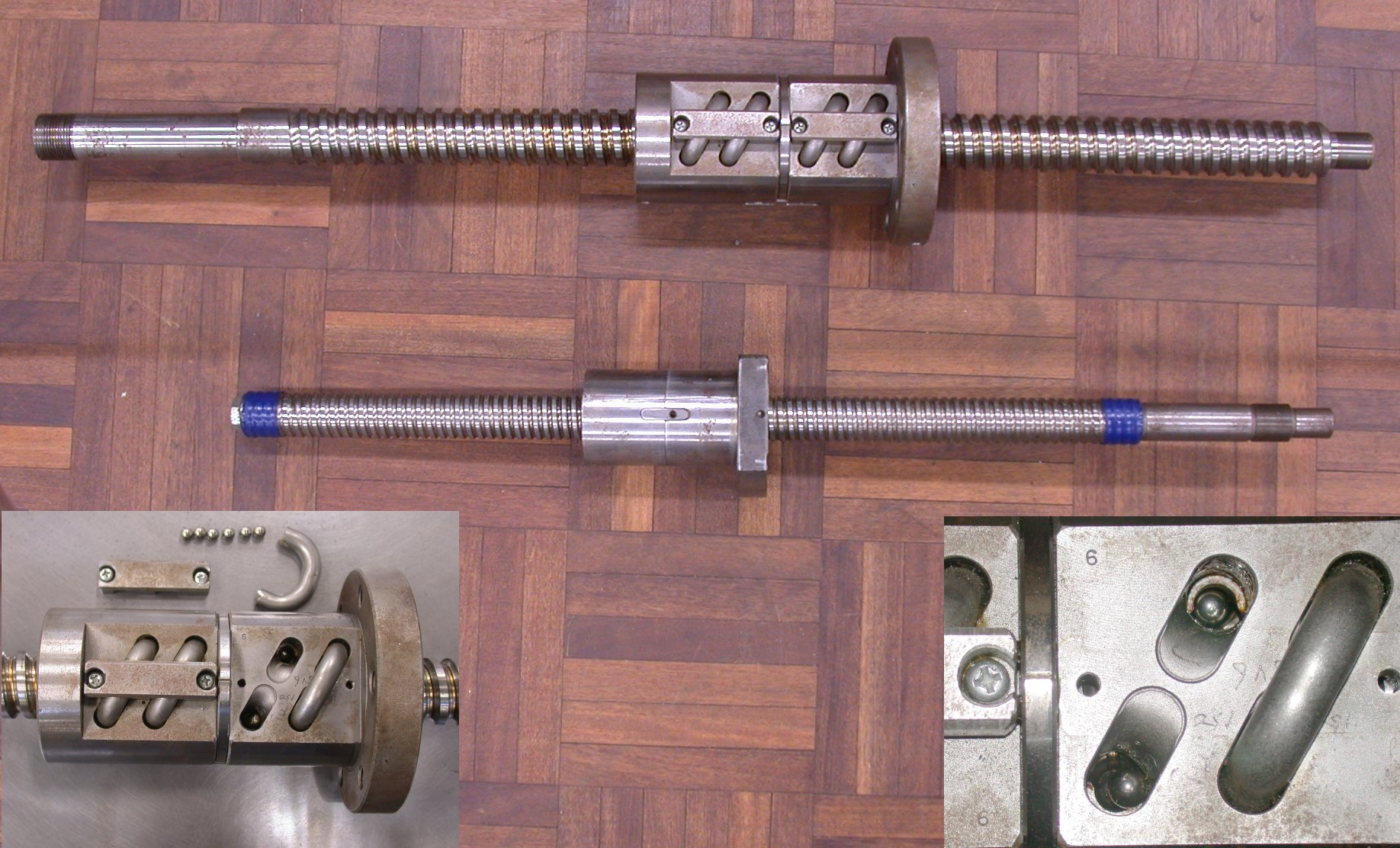
Gwint pociągowy w śrubie tocznej

Gwint pociągowy – to rodzaj gwintu stosowany do realizacji ruchu postępowego. Sprawność takiego gwintu powinna mieścić się w zakresie:
{\displaystyle 0{,}5<\eta <1.}
Do gwintów pociągowych można zaliczyć:
- gwint trapezowy symetryczny
- gwint trapezowy niesymetryczny
- gwint prostokątny
- gwint toczny